# Danice
DANICE est un système de communication par câbles sous-marins. Il relie l'Islande au Danemark en 2 250 km par l'Atlantique Nord et la Mer du Nord. Il est constitué de quatre paires de fibres optiques permettant un débit total de 5,1 Tbit/s.

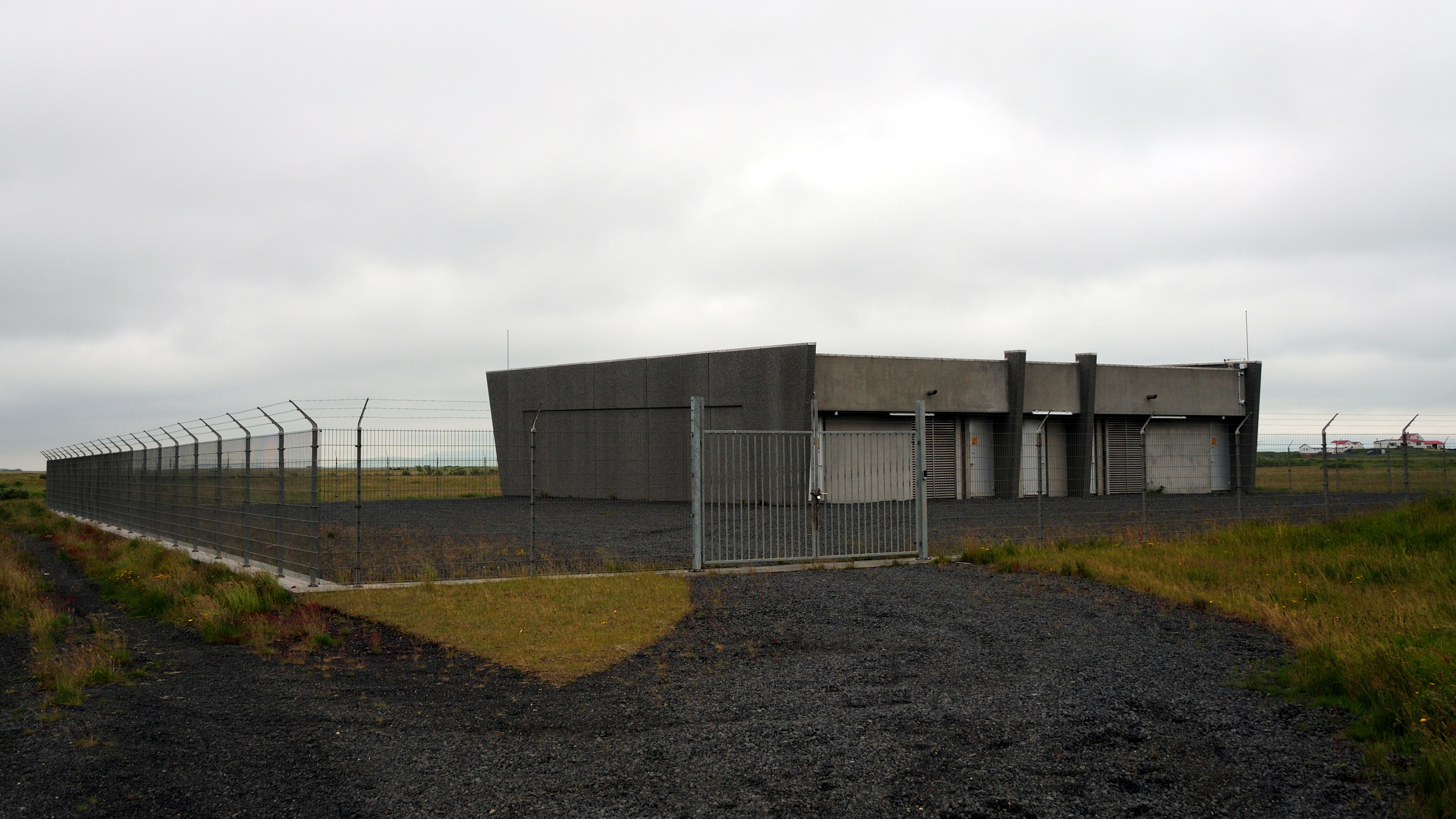
Point d'attache islandais de Landeyjarsandur

Ce système possède plusieurs points d'attache terrestres :
- Landeyjarsandur en Islande.
- Blaabjerg au Danemark.